# Circulació coronària

Artèries coronàries.

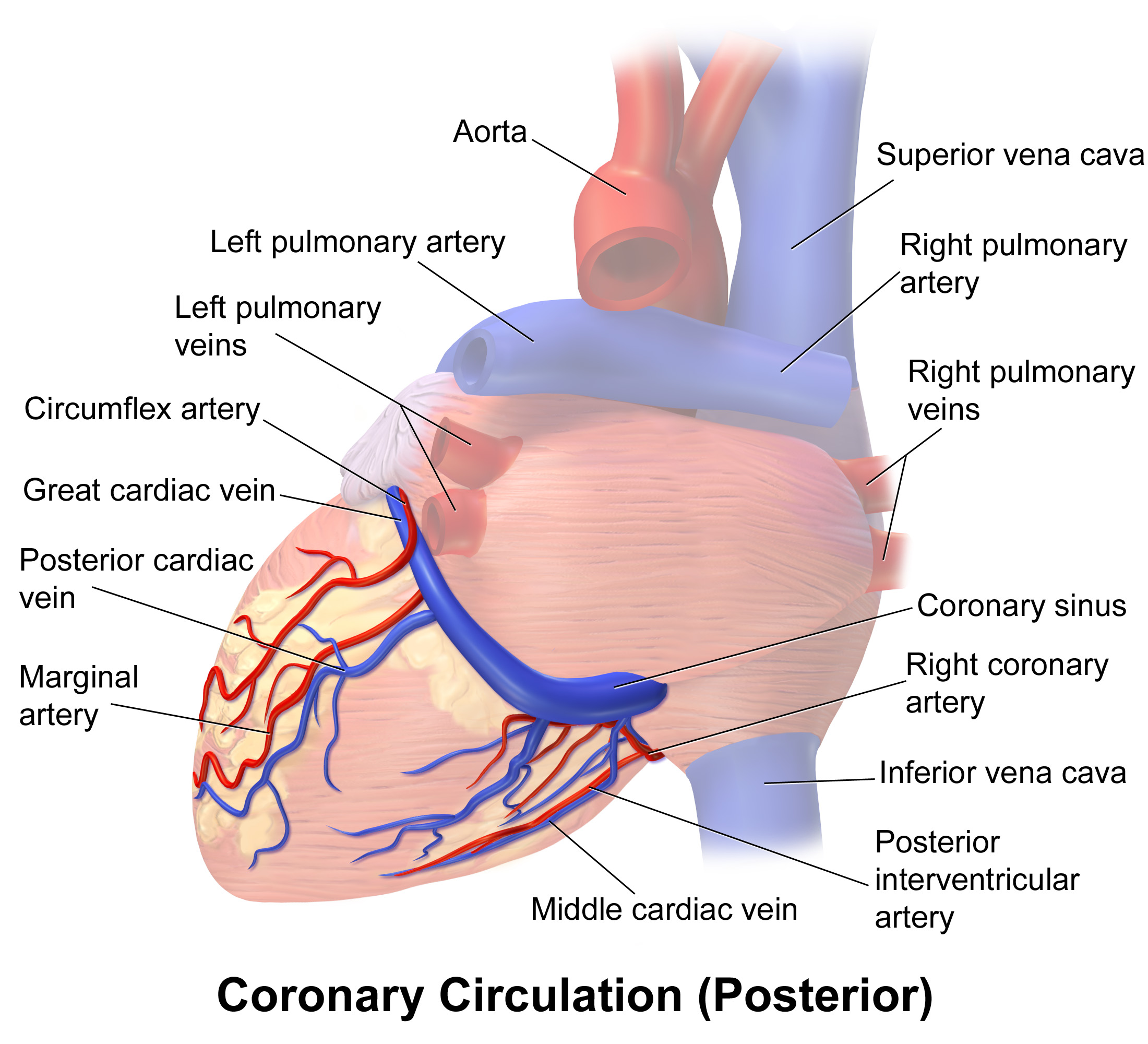
Venes coronàries.

La circulació coronària és la circulació de la sang en els vasos sanguinis del múscul del cor. Encara que la sang omple les cavitats del cor, el teixit muscular del cor (el miocardi) és tan dens que requereix aquests vasos sanguinis coronaris per irrigar-lo correctament. Els vasos que proporcionen sang rica en oxigen al miocardi es coneixen com les artèries coronàries. Els vasos que treuen la sang sense oxigen del múscul del cor es coneixen com a venes coronàries.

## Anatomia coronària
Les dues artèries coronàries s'originen des del costat esquerre del cor a l'inici (arrel) de l'aorta, just després de la sortida de l'aorta del ventricle esquerre. L'artèria coronària esquerra s'origina des del si aòrtic esquerra, mentre que l'artèria coronària dreta s'origina en el si aòrtic dret. No hi ha cap artèria que s'origini en el si aòrtic posterior. Les principals venes coronàries són la vena cardíaca major, situada en el marge esquerre del cor, i la vena cardíaca menor, que drena la sang venosa de la meitat dreta de l'òrgan.

### Artèries coronàries
Els vasos que porten la sang rica en oxigen al miocardi són les artèries coronàries. Quan les artèries són sanes, són capaces d'autoregular-se per mantenir el flux sanguini coronari en nivells adequats a les necessitats del múscul cardíac. Aquestes artèries relativament estretes són afectades sovint per l'ateroesclerosi i poden bloquejar-se, provocant una angina de pit o un infart de miocardi. Les artèries coronàries que discorren dins del miocardi s'anomenen subendocardials. Les artèries coronàries representen l'única font de subministrament de sang al miocardi; hi ha molt poc abastiment de sang redundant, és per això que el bloqueig d'aquests vasos pot ser tan crític. Les artèries coronàries esquerra i dreta que recorren la superfície del cor, poden ser anomenades artèries coronàries epicàrdiques. Aquestes artèries, en una persona sana, són capaces de regular-se per mantenir el flux sanguini coronari als nivells apropiats per a les necessitats del múscul del cor. Aquests vasos es poden obstruir quan són afectats per l'ateroesclerosi, causant una angina de pit o un atac de cor.

### Venes coronàries
Els vasos que eliminen la sang desoxigenada del múscul cardíac es coneixen com a venes cardíaques. Aquests inclouen la gran vena cardíaca, la vena cardíaca mitjana, la vena cardíaca petita, les venes cardíaques més petites i les venes cardíaques anteriors. Les venes coronàries porten la sang amb poc oxigen, des del miocardi fins a l'aurícula dreta. La major part de la sang de les venes coronàries torna mitjançant el si coronari. L'anatomia de les venes del cor és molt variable, però en general es forma per les següents venes: venes coronàries que entren en el si coronari: la gran vena cardíaca, la vena cardíaca mitjana, la vena cardíaca petita, la vena posterior del ventricle esquerre i la vena de Marshall. Les venes del cor que van directament a l'aurícula dreta: les venes cardíaques anteriors, les venes cardíaques més petites (venes Thebesian).